# Sofie Bredgaard
Sofie Bruun Bredgaard (* 18. Januar 2002) ist eine dänische Fußballspielerin. Die Mittelfeldspielerin spielt in der dänischen Nationalmannschaft und seit 2024 für AC Florenz.

## Karriere

### Vereine
Bredgaard kam 2017 von BSF zu B93, trainierte im Oktober 2017 aber auch bei Manchester City. Aufgrund der besseren finanziellen Bedingungen in Schweden wechselte sie 2020 zum schwedischen Erstligisten Linköpings FC, wo sie einen Vertrag für zweieinhalb Jahre erhielt. In der ersten Saison in Schweden kam sie in 13 von 22 Ligaspielen zum Einsatz. 2021 kam sie auf 18 Ligaspiele, in denen ihr zwei Tore gelangen. Nach einem Spiel in der Saison 2022 wechselte sie zum Ligakonkurrenten FC Rosengård. Am 26. Mai 2022 gewann sie mit Rosengård das Pokalfinale. Für die Gruppenphase der UEFA Women’s Champions League 2022/23 konnte sie sich mit Rosengård durch ein 1:1 auswärts und einen 3:1-Heimsieg gegen SK Brann Bergen qualifizieren, wobei sie das erste Tor erzielte. In der Gruppenphase verloren sie aber die sechs Spiele und schieden als Tabellenletzte aus. Sie kam in allen acht Spielen zum Einsatz.
Im Sommer 2024 wechselte Bredgaard in die italienische Liga zur AC Florenz.

### Nationalmannschaften
Bredgaard spielte erstmals Ende Juni/Anfang Juli 2017 beim Nordic Cup für die U-16-Mannschaft und kam dabei in vier Spielen zum Einsatz. Im September nahm sie mit der U-17-Mannschaft an der ersten Qualifikationsrunde in ihrer Heimat zur U-17-Fußball-Europameisterschaft der Frauen 2018 teil. Mit Siegen gegen Wales (2:0) und Kasachstan (6:0) sowie einem torlosen Remis gegen Frankreich wurde als Gruppenzweiter die Eliterunde erreicht. Diese fand ohne sie im März 2018 statt und ihre Mannschaft verpasste durch eine 0:1-Niederlage gegen Spanien die Endrunde. Sie spielte 2017 und 2018 weiterhin für die U-16-Mannschaft, unternahm mit der U-17 aber im Oktober 2018 wieder in ihrer Heimat einen neuen Anlauf sich für die U-17-Fußball-Europameisterschaft der Frauen 2019 zu qualifizieren. Die Eliterunde wurde mit drei Siegen gegen die Ukraine (4:0), die Färöer (7:1) und Tschechien (3:0, mit ihrem einzigen Tor für die U-17) erreicht. An der nahm sie dann im März 2019 in Italien auch teil und qualifizierte sich mit ihrer Mannschaft mit einem Remis und zwei Siegen für die Endrunde. Bei dieser bestritt sie im Mai ihre drei letzten Spiele für die U-17-Mannschaft. Mit je einem Sieg, einer Niederlage und einem Remis schieden die Däninnen als Gruppendritte nach der Vorrunde aus. 
Ende August 2019 spielte sie dann bei zwei Freundschaftsspielen gegen England erstmals für die U-19-Mannschaft und im Oktober kam sie bei zwei Spielen der ersten Qualifikationsrunde zur U-19-Fußball-Europameisterschaft der Frauen 2020 zum Einsatz und erzielte beim 8:0 gegen das Kosovo ihr einziges Tor für die U-19-Mannschaft. Als Gruppensieger qualifizierten sich die Däninnen für die Eliterunde, die aber ebenso wie die Endrunde wegen der COVID-19-Pandemie abgesagt wurde. So kam sie nur noch bei zwei Freundschaftsspielen im März 2020 vor dem Ausbruch der Pandemie in der U-19 zum Einsatz. 
Am 12. April 2022 hatte sie dann in der  Qualifikation für die WM 2023 beim 2:0-Sieg gegen Aserbaidschan ihren ersten Einsatz in der A-Nationalmannschaft als sie in der 77. Minute für Sofie Svava eingewechselt wurde. Am 16. Juni wurde sie für die EM-Endrunde im Juli nachnominiert. Sie war die Feldspielerin im Kader mit den wenigsten A-Länderspielen und nach Kathrine Møller Kühl die zweitjüngste Spielerin im Kader. Bei der EM wurde sie im zweiten Gruppenspiel gegen Finnland eingewechselt, das mit 1:0 gewonnen wurde. Durch Niederlagen gegen Deutschland und Spanien schieden die Däninnen als Gruppendritte aus.
Am 20. Juni 2025 wurde sie für die EM-Endrunde nominiert. Sie wurde bei den drei Niederlagen der Däninnen nur im letzten Spiel gegen Polen in der 25. Minute für die verletzte Kapitänin Pernille Harder eingewechselt.

## Erfolge
- 2022: Schwedische Pokalsiegerin und Meisterin